# Ludwika Elżbieta de France
Ludwika Elżbieta de France, Madame Première, Madame Infante (14 sierpnia 1727 – 6 grudnia 1759) – najstarsza córka króla Francji – Ludwika XV i jego żony Marii Leszczyńskiej. Była bliźniaczą siostrą Anny Henrietty. Poślubiła Filipa I, księcia Parmy – najmłodszego syna króla Hiszpanii – Filipa V. Z jej licznego rodzeństwa oprócz niej tylko jej młodszy brat – Ludwik Ferdynand również założył rodzinę.
Ludwika Elżbieta i jej siostra bliźniaczka urodziły się w Wersalu. Ludwika Elżbieta od urodzenia znana była Madame Première, ale jej ojciec nazywał ją Babette. Jej zaręczyny z księciem Filipem zostały ogłoszone już w lutym 1739 – kiedy narzeczona miała niecałe 12 lat. Jej przyszły mąż był jednym z młodszych synów Filipa V i jego żony – Elżbiety Farnese. W chwili ich ślubu żyło dwóch starszych braci Filipa. Filip i ojciec Ludwiki Elżbiety byli kuzynami. Francusko-hiszpańskie małżeństwo miało scementować katolickie przymierze przeciw protestantom. Oficjalne zaręczyny odbyły się 26 sierpnia 1739 i Ludwika Elżbieta otrzymała tytuł Madame Infante.
30 sierpnia opuściła Wersal i swoją ukochaną siostrę bliźniaczkę i udała się do Hiszpanii. Po raz pierwszy spotkała swojego przyszłego męża w Alcalá de Henares (około 30 km od Madrytu), a ich ślub miał miejsce 25 października 1739. To małżeństwo nie należało do szczęśliwych, ale para miała troje dzieci:
- Izabelę Marię (1741–1763), żonę Józefa II Habsburga (syna Marii Teresy),
- Ferdynanda (1751–1802), męża Marii Amalii Habsburg (córki Marii Teresy),
- Marię Ludwikę (1751–1819), żonę króla Hiszpanii – Karola IV.

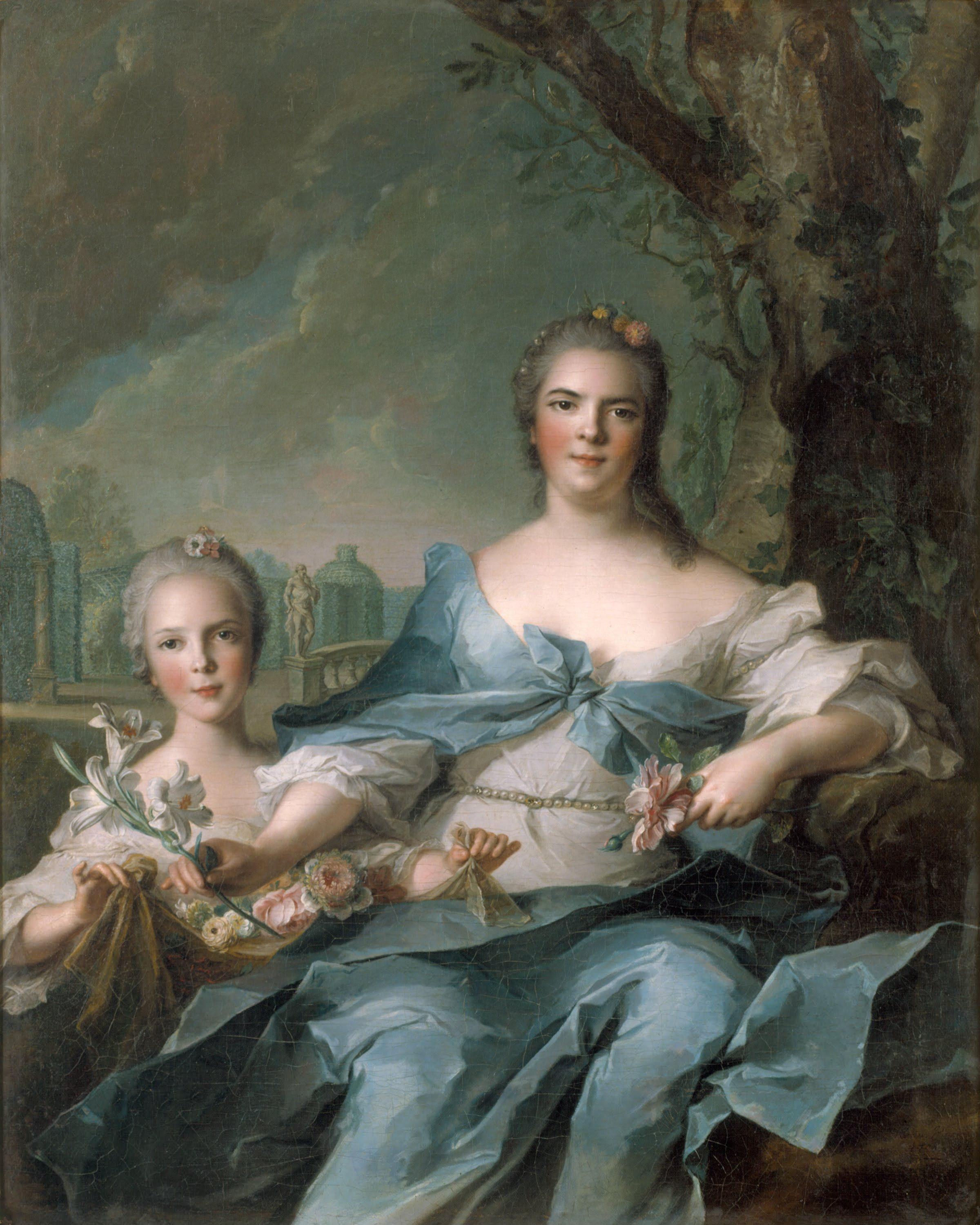
Ludwika Elżbieta z córką Izabelą Marią

Młoda Ludwika Elżbieta spędzała większość czasu bawiąc się lalkami i rozpieszczając swoją córeczkę – młodszą od niej o 14 lat. Pisała rozpaczliwe listy do swojego ojca, w których opisywała mu swoje nieszczęśliwe życie. W 1745 młodsza siostra księcia Filipa – Maria Teresa Burbon, poślubiła brata Ludwiki Elżbiety. Wracała do rodzinnego Wersalu, kiedy tylko mogła i zostawała tam jak długo tylko mogła. Jedna z takich okazji przytrafiła się w 1748. Pokój w Akwizgranie, który zakończył wojnę o sukcesję austricką, zmusił cesarzową Marię Teresę do oddania Parmy, Piacenzy i Guastalli swojemu wrogowi – Filipowi V. Dzięki Ludwikowi XV Ludwika Elżbieta i jej mąż otrzymali tytuł książąt Parmy i 11 grudnia 1748 Ludwika Elżbieta odwiedziła ojca, aby mu podziękować. Została w Wersalu prawie rok, w czasie którego zaprzyjaźniła się z metresą ojca – Madame de Pompadour, mimo że jej rodzeństwo nienawidziło metresy. W październiku 1749 Ludwika Elżbieta pojechała do Parmy, gdzie zawiozła francuskie obyczaje i kuchnię. W 1752 zmarła jej siostra bliźniaczka i Ludwika Elżbieta ponownie wróciła do Francji, aby odwiedzić grób siostry. Tym razem miała zostać tylko kilka tygodni, a została znowu cały rok. Zmęczona i znudzona wróciła do Parmy i zawarła sojusz z cesarzową Marią Teresą, która jej obiecała tron Niderlandów, odzyskanych przez Austrię na mocy pokoju z Aix-la-Chapelle. Elżbieta powróciła do Francji we wrześniu 1757, aby wydać córkę za arcyksięcia Józefa Habsburga, przyszłego cesarza. Para pobrała się w 1760. 
W sierpniu 1759 zmarł bezdzietnie król Ferdynand VI, tron Hiszpanii odziedziczył jego młodszy brat, a starszy brat Filipa – Karol III. Filip i Ludwika Elżbieta znaleźli się bliżej tronu hiszpańskiego, ale rodzina Karola III (w tym kilku synów) przekreśliła ich szanse na objęcie tronu. 6 grudnia 1759 roku Ludwika Elżbieta zachorowała i zmarła na ospę. Została pochowana 27 marca 1760 w bazylice Saint-Denis obok Anny Henrietty. Ich groby jak wszystkie inne zostały zbezczeszczone podczas rewolucji francuskiej.